# Bota-Ferro
Bota-Ferro é o clássico de futebol regional que envolve o Botafogo Futebol Clube, de Ribeirão Preto, e a Associação Ferroviária de Esportes, de Araraquara, duas equipes do interior paulista de municípios separados por cerca de 85 km.

## História
O Pantera foi fundada em 1918, mas a Locomotiva é bem mais nova, com surgimento em 1950. O primeiro confronto entre as equipes aconteceu pela Divisão de Acesso do Campeonato Paulista em 1956 e terminou empatado em 2–2. Desde então, foram realizados 128 jogos, com larga vantagem para a Ferroviária: foram 53 vitórias para o time de Araraquara, 38 triunfos para o time de Ribeirão Preto e 37 empates. Na relação de gols, a diferença também é favorável à AFE, que marcou 174 gols contra 134 do BFC.
Os rivais, que tradicionalmente se enfrentam em competições estaduais, já duelaram pelo Campeonato Brasileiro: na edição de 1983, denominada Taça de Ouro, a Ferroviária avançou vinda da primeira fase e o Botafogo-SP classificou-se a partir da Taça de Prata. Com isso, os times se encontraram na elite do futebol brasileiro pelo Grupo O da segunda fase, com uma vitória para a Locomotiva e um empate sem gols. Já pela Série B, o clássico ocorreu uma vez, em 1980, com triunfo botafoguense.
A maior goleada da história do confronto ocorreu no Campeonato Paulista de 2021: com três gols de Bruno Mezenga, a Ferroviária aplicou 5–0 no Botafogo-SP, em duelo na Arena da Fonte Luminosa, válido pela primeira fase.

## Jogos eliminatórios
Mata-matas em competições da FPF
- Em 2007, a Ferroviária eliminou o Botafogo-SP nas quartas de final da Copa Paulista.[8]
- Em 2020, a Ferroviária eliminou o Botafogo-SP nas oitavas de final da Copa Paulista.[9]

## Confrontos em competições nacionais

### Campeonato Brasileiro
Série A
| Data       | Estádio        | Casa        | Visitante   | Placar | Gols (casa) | Gols (visitante) | Ref.  |
| ---------- | -------------- | ----------- | ----------- | ------ | ----------- | ---------------- | ----- |
| 20/03/1983 | Fonte Luminosa | Ferroviária | Botafogo-SP | 1–0    | Marcão 39'  |                  | [ 3 ] |
| 30/03/1983 | Santa Cruz     | Botafogo-SP | Ferroviária | 0–0    |             |                  | [ 4 ] |

Série B
| Data       | Estádio        | Casa        | Visitante   | Placar | Gols (casa)               | Gols (visitante)   | Ref.   |
| ---------- | -------------- | ----------- | ----------- | ------ | ------------------------- | ------------------ | ------ |
| 02/03/1980 | Santa Cruz     | Botafogo-SP | Ferroviária | 2–0    | Zé Cláudio ?', Toninho ?' |                    | [ 5 ]  |
| 29/05/2025 | Fonte Luminosa | Ferroviária | Botafogo-SP | 1–1    | Netinho 11' (pen)         | Leandro Maciel 86' | [ 10 ] |